# زنبق السلام
زنبق السلام (بالإنجليزية: Peace lily)‏، (الاسم العلمي: Spathiphyllum) هو جنس يضم حوالي 90 نوعاً من النباتات المزهرة من طائفة أحاديات الفلقة الفصيلة القلقاسية، وأصلها من المناطق الاستوائية في القارتين الأمريكتين وجنوب شرق آسيا، لها أسماء متعددة كنباتات الأشرعة البيضاء أو زنابق السلام ومن أشهر أنواعها زهرة الأشرعة البيضاء.
وتعتبر نباتات هذه الفصيلة من النباتات المُعمرة، وهي دائمة الخضرة ذات، لأوراقها حجم كبير؛ يتراوح عرضها بين 12-65 سم، بينما يتراوح طولها بين 3-25 سم. تتعدد ألوان زهورها بين ألوان الأبيض، والأصفر، والأخضر. وهي عموماً لا تحتاج إلى كميات كبيرة من الضوء والماء.

## السُمية
بشكل عام تُصنف نباتات زنابق السلام كنباتات سامة للإنسان والحيوان عندما يتم ابتلاعها. وتحوي النبتة على بلورات أكسالات الكالسيوم والتي يمكن أن تسبب تهيج في الجلد، وشعور حارق في الفم، وصعوبة في البلع، وغثيان.

## تنقية الهواء الداخلي
جاءت نباتات زنابق السلام في دراسة أجرتها وكالة الفضاء الأمريكية "ناسا" على "قائمة ناسا لأفضل النباتات المنزلية لتنقية الهواء الأكثر فاعلية كنبتة منزلية.

## العناية والتكاثر
العديد من أنواع هذه النبتة شائع كنبات منزلي، تُفضل النبتة الأماكن المظللة، وتحتاج القليل من ضوء الشمس لكي تنمو، ويمكن أن تُسقى مرة واحدة كل أسبوع، يفضل أن تبقى التربة رطبة، ولا تحتاج إلى السقاية إلا إذا جفت. وجدت الدراسة التي أجرتها ناسا لأفضل النباتات المنزلية بأن هذه النبتة تنقي الهواء الداخلي من بعض الملوثات البيئية كالبنزين، والميثانال.
للعناية بنباتات زنابق السلام تحتاج إلى توفير مكان ملائم بضوء خفيف إلى متوسط، حيث أنها تنمو وتزدهر في الجو الدافئ، وهي نباتات عموما تحب الرطوبة العالية.

## أنواع مختارة
تتضمن أنواعها: 
- Spathiphyllum atrovirens
- Spathiphyllum bariense
- Spathiphyllum blandum
- Spathiphyllum brevirostre
- Spathiphyllum cannifolium
- Spathiphyllum cochlearispathum
- Spathiphyllum commutatum
- Spathiphyllum cuspidatum
- Spathiphyllum floribundum
- Spathiphyllum friedrichsthalii
- Spathiphyllum fulvovirens
- Spathiphyllum gardneri
- Spathiphyllum grandifolium
- Spathiphyllum jejunum
- Spathiphyllum juninense
- Spathiphyllum kalbreyeri
- Spathiphyllum kochii
- Spathiphyllum laeve
- Spathiphyllum lechlerianum
- Spathiphyllum maguirei
- Spathiphyllum mawarinumae
- Spathiphyllum monachinoi
- Spathiphyllum montanum
- Spathiphyllum neblinae
- Spathiphyllum patini
- Spathiphyllum perezii
- Spathiphyllum phryniifolium
- Spathiphyllum quindiuense
- Spathiphyllum silvicola
- Spathiphyllum solomonense
- الأشرعة البيضاء
- Spathiphyllum wendlandii

تتضمن الهجائن المزروعة:
- Spathiphyllum × clevelandii